# France 3 Régions
France 3 Régions — региональный спутниковой телеканал, с трансляциями национальных программ France 3 из Парижа. France 3 Sat начал своё вещание 16 декабря 1996 на открытии ТPS. Студия France 3 Sat находится в Лионе.

## Цель создания
Изначально France 3 Sat создавалось, как канал трансляции передачи Culturebox, а также программ, которые произведены региональными станциями, региональных тележурналов. Однако, 2 февраля 2002 года, программное наполнение подверглось кардинальному изменению. Теперь канал транслирует национальную программу, добавляя к ней обзорный региональный журнал и местный журнал. Если программа бесполезна на спутнике, так как Телемарафон 2006, который в каждом регионе был свой 9 декабря 2006 года, а также Télé la question, C’est mieux le matin, большинство местных выборов, France 3 Sat ведет прямую трансляцию программ производства France 3 Paris Ile de France, которые больше не нуждается в замене на спутнике, так как региональные отделения France 3 заменяют сигнал, France 3 Sat на собственную программу. Также эта версия France 3 транслируется в заморских территориях Франции. В настоящее время все региональные версии France 3 транслируют программу Инициативы(ежедневно в 12.15 по парижскому времени).